# Totes Meer
Das Tote Meer ist ein abflussloser See, der mehr als 440 m unter dem Meeresspiegel liegt, vom Jordan gespeist wird und für seinen hohen Salzgehalt bekannt ist. Das Tote Meer grenzt an Jordanien, Israel und das Westjordanland.
Das Tote Meer ist der am tiefsten unter dem Meeresspiegel gelegene See der Erde. An seinem Ufer liegt die tiefste zugängliche Stelle an Land auf der Erdoberfläche.

## Gewässernamen
Der heute in den meisten Sprachen gebräuchliche Name „Totes Meer“ war bereits in der Antike geläufig. So bezeichnete Pausanias den See im 2. Jahrhundert als θάλασσα ἡ Νεκρά (thálassa hḕ Nekrá) und Iustinus im 2. oder 3. Jahrhundert als Mare mortuum. Weiterhin wurde der See in der Antike auch ‚Asphaltsee‘ genannt, unter anderem bei Diodor und Plinius dem Älteren, so benannt nach dem Hauptfundort von Erdharz (verfestigtes Erdöl) im südlichen Teil des Sees, wo die Klumpen in unregelmäßigen Abständen vom Seegrund aufsteigen. Der hebräische Name, der sich bereits im Alten Testament findet, lautet ים המלח Jam haMelach ‚Salzmeer‘. Im Arabischen sind die Bezeichnungen البحر الميّت, DMG al-Baḥr al-Mayyit ‚das tote Meer‘ und بحر لوط / Baḥr Lūṭ / ‚Meer des Lot‘ üblich (siehe auch antike Darstellungen).

## Geografie

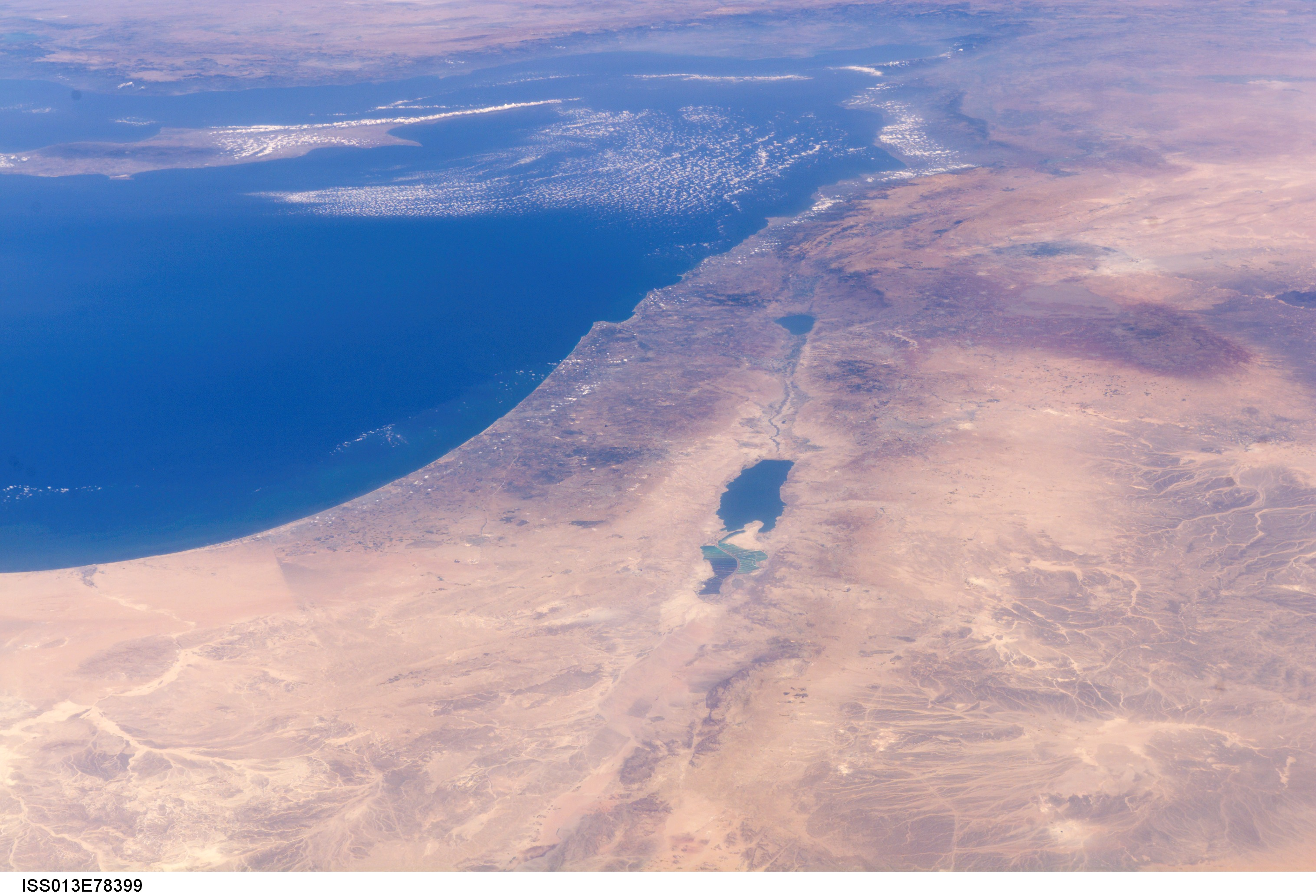
Blick von der ISS aus 339 km Höhe auf das östliche Ende des Mittelmeers und den angrenzenden Teil Vorderasiens (7. September 2006), Blickrichtung ist annähernd Nord. In der Bildmitte ist, von unten nach oben verlaufend, der Jordangraben mit dem Toten Meer und (weiter im Hintergrund) dem See Genezareth erkennbar.

### Topographie
Das Tote Meer ist mit einer Nord-Süd-Ausdehnung von ca. 90 km und einer West-Ost-Ausdehnung von max. 17 km ein rund 900 km² großer Salzsee, der als Endsee in einer abflusslosen Senke liegt. Sie ist Teil des Jordangrabens, des nördlichsten Astes des Großen Afrikanischen Grabenbruchs. Das Tote Meer ist in einen nördlichen und einen südlichen Teil getrennt. Seine Wasseroberfläche wird noch häufig mit Werten um 396 m unter dem Meeresspiegel angegeben; tatsächlich liegt der Wasserspiegel des nördlichen Teils aufgrund fortschreitender Austrocknung bereits seit einigen Jahren unter 440 m unter dem Meeresspiegel. Das Ufer des Sees bildet damit den am tiefsten gelegenen, nicht von Wasser oder Eis (Bentley-Subglazialgraben) bedeckten Bereich der Erde. Damit ist das Tote Meer der am tiefsten gelegene See der Erde. Der See mit dem tiefstgelegenen Grund ist dagegen der Baikalsee. Bei ihm liegt der tiefste Punkt bei 1186 m unter dem Meeresspiegel, während der tiefste Punkt des Toten Meeres bei 794 m unter dem Meeresspiegel liegt.

### Klima
Das Klima am Toten Meer ist ganzjährig sonnig bei geringer Luftfeuchtigkeit. Im Jahresverlauf fallen weniger als 50 mm Niederschlag. Die mittleren Höchsttemperaturen liegen im Sommer zwischen 32 und 39 °C, im Winter zwischen 20 und 23 °C. Im Durchschnitt gibt es 192 Tage mit mehr als 30 °C Höchsttemperatur. Die Wassertemperatur liegt zwischen 19 °C im Februar und 31 °C im August.

## Salzgehalt, Flora und Fauna

Salzverkrustete Steine am Toten Meer

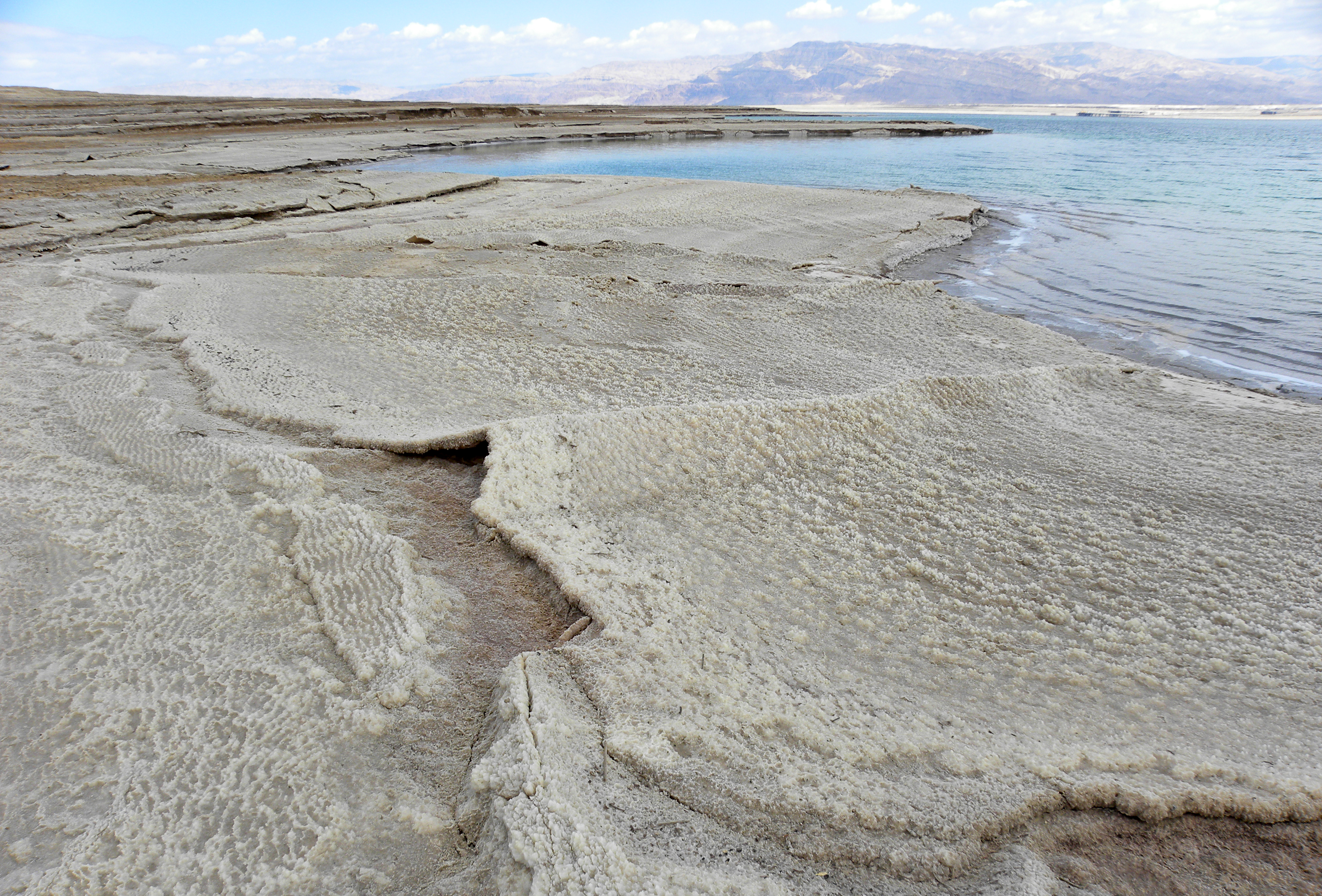
Ausgedehnte Salzkruste am Ufer des Toten Meeres

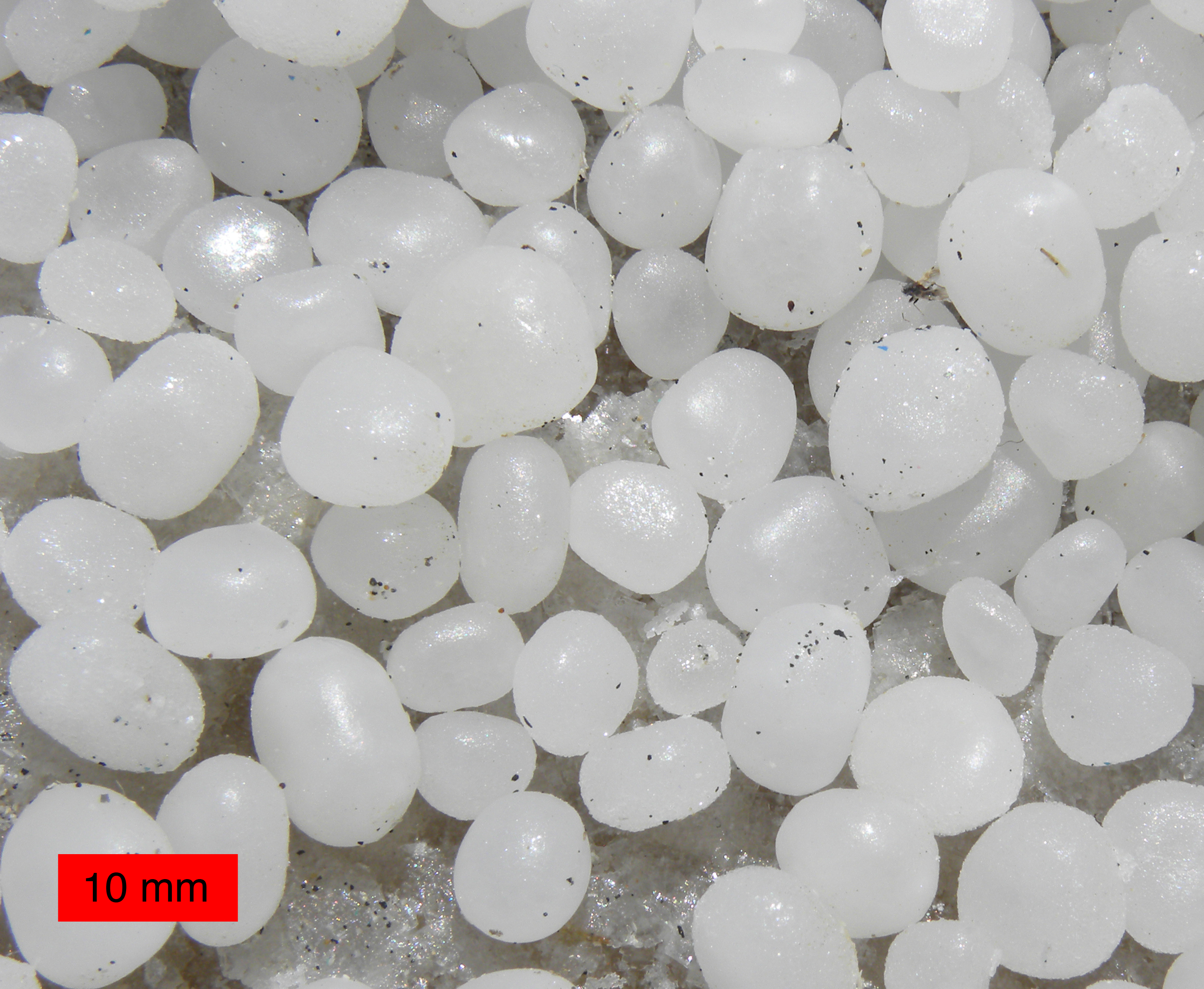
„Kiesel“ aus Salz am Ufer des Toten Meeres (Nahaufnahme). Es könnte sich entweder um in bewegtem Wasser rundgeschliffene Salzkristalle handeln oder um dick mit Salz umkrustete Sandkörner (Salzooide bzw. -pisoide).

Der Salzgehalt des Toten Meeres liegt bei bis zu 33 %, im Durchschnitt liegt er bei rund 28 % (zum Vergleich: das Mittelmeer hat einen durchschnittlichen Salzgehalt von 3,8 %). Noch salzhaltiger sind nur der Retba-See in Senegal mit etwa 39 %, der Assalsee in Dschibuti mit knapp 35 %, der Kara-Bogas-Gol in Turkmenistan mit bis zu 34 %, der Tuz Gölü in der Türkei mit bis zu 37 %, einige Seen in den antarktischen Trockentälern (Don-Juan-See, etwa 44 %) sowie der Gaet'ale in der Region Afar, Äthiopien.
Die Mineralzusammensetzung des Salzes des Toten Meeres unterscheidet sich deutlich von der Salzzusammensetzung von Meerwasser. Es enthält ungefähr 50,8 % Magnesiumchlorid, 14,4 % Calciumchlorid, 30,4 % Natriumchlorid und 4,4 % Kaliumchlorid, bezogen auf die wasserfreien Salze. Der Rest entfällt auf zahlreiche Spurenelemente. Es enthält wenig Sulfat, jedoch relativ viel Bromid.
Aufgrund des hohen Salzgehalts hat das Seewasser eine Dichte von ca. 1,240 kg/l.
Wie 2024 bekannt wurde, gibt es am Grund des Toten Meeres Kaltwasserquellen, welche als „Weiße Raucher“  (z. T. mehrere Meter hohe Schlote aus Halit) bezeichnet werden. Sie werden gespeist durch den Austritt einer kalten Sole, deren Salz aus jahrtausendalten salzhaltigen Schichten des Untergrunds stammt. Der für die Bildung der Schlote nötige Auftrieb entsteht anders als bei den Weißen Rauchern der Tiefsee nicht durch die Hitze der austretenden Flüssigkeit, sondern durch den im Vergleich zum Toten Meer geringeren Salzgehalt. Die salzhaltigen Schichten entstanden vor ca. 10.000 Jahren, als der bis dahin existierende Lisan-See verschwand.
Das Tote Meer hat keinen Abfluss. Im trockenen Wüstenklima verdunstet das Wasser, wobei Mineralien, Salze und anderes zurückbleiben und sich im See anreichern. Durch den Zufluss von Jordanwasser und den Entzug von Verdunstungswasser pegelt sich die Höhe des Wasserspiegels ein. Negativ beeinflusst wird der Wasserpegel durch die künstliche Verdunstung der kommerziellen Salzgewinnung.
Die Zusammensetzung der Salze im Toten Meer ist hygroskopisch, was dazu führt, dass bei moderaten Temperaturen Wasser aus dem Toten Meer nie ganz verdunstet.
Entgegen dem Namen ist das Tote Meer biologisch nicht tot, allerdings beschränkt sich das Leben weitgehend auf verschiedene Extremophile, vor allem halophile Mikroorganismen. Diese gehören überwiegend der Domäne der Archaeen an, jedoch sind auch Salpeter-, Schwefel- und Cellulose-abbauende anaerobe Bakterien vertreten. 2011 wurde eine unerwartet reiche Vielfalt an Mikroorganismen im Toten Meer entdeckt, welche in der Umgebung von Süßwasserquellen am Grund des Toten Meeres vorkommen. Sie bilden am Seeboden großflächige Algen- und Bakterienmatten. Die Konzentration an Mikroorganismen pro Milliliter ist mit 1.000 bis 10.000 deutlich geringer als in normalem Meereswasser. Von manchen der dort entdeckten Mikroorganismen war ein Vorkommen in einem solch salzhaltigen Milieu bisher nicht bekannt. Viele andere Mikroorganismen waren der Wissenschaft bisher gänzlich unbekannt. 1992 führten Mikrobenblüten zu einer Rotfärbung des Toten Meeres.
Auch manche Pflanzen mit großer Salztoleranz, die Halophyten, können in dieser extremen Umwelt überleben.

## Tourismus

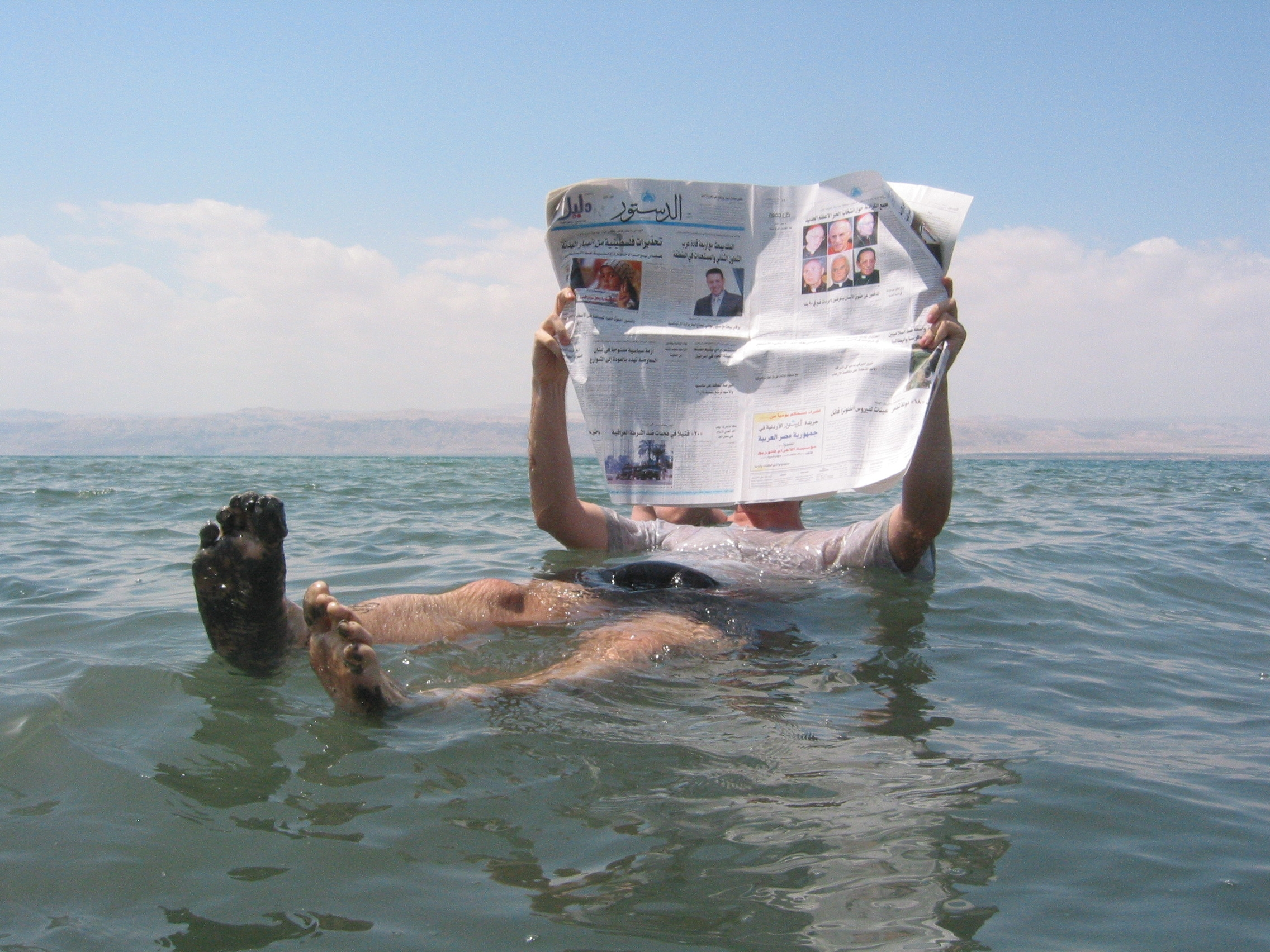
Zeitunglesen – ein beliebtes Motiv

Touristisch interessante Orte am Toten Meer sowie in der näheren Umgebung sind En Bokek, Neve Zohar, die Oase En Gedi sowie Masada, Jericho und die Höhlen von Qumran. Auf der jordanischen Ostseite des Toten Meeres befinden sich auf der Lisan-Halbinsel die Orte Numeira und Bab edh-Dhra (auch bekannt als Dhra). Es gibt Annahmen, dass sie am Ort der Städte Sodom und Gomorra stehen, die nach biblischer Überlieferung zerstört wurden. Dhra ist einer der archäologisch ältesten Orte mit Belegen für den frühen Ackerbau (hier 9500 v. Chr.). Mehr als 20.000 bronzezeitliche Schachtgräber werden hier vermutet, erst wenige sind ausgegraben.
Bedeutend für die Region ist auch der Badetourismus. Aufgrund des hohen Salzgehaltes, der fast das Zehnfache der Ozeane beträgt, und der damit verbundenen hohen Dichte trägt das Wasser den menschlichen Körper außergewöhnlich gut. Man kann allerdings dennoch ertrinken. Nach einem Bericht des Roten Davidsterns gibt es dort entgegen landläufiger Meinung ähnlich wie an anderen Badeseen neben Todesfällen viele Unfälle, bei denen Menschen beinahe ertrinken. Immer wieder verlieren Badegäste, die sich vom Wasser tragen lassen, die Balance und schlucken dann große Mengen an Wasser. Dies ist lebensgefährlich, da es schwere Lungenverletzungen verursachen kann. Das Salz verursacht schon an kleinsten Hautverletzungen brennenden Schmerz. Sehr unangenehm ist das konzentrierte Salzwasser in den Augen. Am Ufer sind die Salzverkrustungen oft scharfkantig.
Andererseits kann die hohe Konzentration der im Toten Meer gelösten Salze die Symptome von Hautkrankheiten deutlich lindern, sodass in manchen Fällen von Neurodermitis und Psoriasis ein Kuraufenthalt bzw. Klimaheilbehandlungen auch von deutschen Krankenkassen bezahlt werden. Auch Kurorte in Deutschland bieten Bäder in Salzwasser aus dem Toten Meer an. Aus dem Wasser des Toten Meeres gewonnene Salzminerale (vgl. Evaporit) werden auch in Kosmetika verarbeitet und das Salz in Originalzusammensetzung wird in Apotheken und Drogerien als medizinischer Badezusatz verkauft.
Die therapeutisch nutzbaren Bedingungen am Toten Meer erstrecken sich zudem auf einen höheren Luftdruck (+ ca. 50 hPa bzw. 5 % höher als der Druck auf Meeresniveau) und demzufolge einen höheren Sauerstoffpartialdruck. Diese dichtere Atmosphäre absorbiert zusammen mit dem Wüstenstaub und dem ständigen Dunstschleier aufgrund der starken Verdunstung einen größeren Teil der Ultraviolettstrahlung als auf Meeresniveau. Die kurzwelligen UVB-Strahlen werden dadurch um ca. 30 Prozent gegenüber nahe gelegenen Orten, die 300 Meter über dem Meeresspiegel liegen, verringert.

## Antike Darstellungen
Sehr frühe Erwähnungen des Toten Meeres, wenngleich nur beiläufig, finden sich im Alten Testament. Darin wird es, aus naheliegenden Gründen, als ‚Meer der Wüste‘ oder ‚Meer der Steppe‘ (hebr.: jam ha-’arabah; griech.: θάλασσα Αραβα, thálassa Araba; lat.: mare deserti, mare solitudinis) und als ‚Salzmeer‘ oder ‚(sehr) salziges Meer‘ bezeichnet (jam ha-melach; θάλασσα τῶν ἁλῶν oder ἁλός, thálassa ton halón oder halós, θάλασσα ἡ ἁλυκή, thálassa he halyké; mare salis, mare salissimum; Gen 14,3 ; Num 34,3.12 ; Jos 15,2.5 ; 18,19 ). Ferner taucht im Alten Testament die Bezeichnung ‚das östliche‘ oder ‚das vordere Meer‘ (ha-jam ha-qadmoni; ἡ θάλασσα ἡ πρὸς ἀνατολάς, he thálassa he pros anatolás, ἡ θάλασσα ἡ πρώτη, he thálassa he próte; mare orientale) auf, wobei das Tote Meer hier dem Mittelmeer gegenübergestellt wird, das mit dem Namen ‚das westliche‘ oder ‚das hintere Meer‘ belegt ist (Ez 47,18 ; Joel 2,20 ; Sach 14,8 ).
Plinius der Ältere, ein römischer Autor des 1. Jh. n. Chr., kommt auf das Tote Meer – bei ihm ‚Asphaltsee‘ (Asphaltites) genannt – an mehreren Stellen seiner Naturalis historia zu sprechen: Es habe eine Länge von über 100 Meilen (entspricht etwa 150 km) und eine Breite von bis zu 75 Meilen (ca. 113 km). In Buch 5 heißt es: „Der Asphaltsee erzeugt nichts außer Erdpech, woher er auch seinen Namen hat. Er nimmt keinen Tierkörper auf, Stiere und Kamele treiben an der Oberfläche; daher entstand das Gerücht, daß in ihm nichts versinke.“ Diese Beschreibung ist jedoch, ganz abgesehen von den weit übertriebenen Größenangaben, irreführend; denn das Tote Meer war auch damals kein Asphaltsee im eigentlichen Sinn. Mit ‚Stieren‘ und ‚Kamelen‘ sind wohl die ‚Stiere‘ und ‚Kälber‘ gemeint, die Diodoros, ein griechischer Geschichtsschreiber der hellenistischen Ära, im Zusammenhang mit dem Toten Meer erwähnt, das auch bei ihm schon ‚Asphaltsee‘ (Ἀσφαλτῖτις λίμνη, Asphaltítis límne) heißt. Damit bezeichneten, Diodor zufolge, die im Umland des Sees lebenden Nabatäer keine echten Tiere, sondern auf dem Wasser schwimmendes „Erdpech“. Weil dieser Naturasphalt ein begehrter Rohstoff, u. a. für die Mumifizierung von Toten, war, fuhren sie auf den See hinaus, sobald sich ein solcher Erdpechklumpen zeigte, bargen den Asphalt und verkauften ihn „mit beträchtlichem Gewinn“. Der Asphalt stammt wahrscheinlich aus einem an organischer Substanz (Kerogen) stark angereicherten Sedimentgestein („Ölschiefer“) im Untergrund des Sees. Von dort aus migriert er im stark salzhaltigen Porenwasser der Deckschichten bis zum Seegrund, löst sich bei starken Erdbeben ab und steigt zur Oberfläche des Sees auf.
Auch die heute gängige Bezeichnung ‚Totes Meer‘ (Θάλασσα Νεκρά, Thalassa Nekra; mortuum mare) ist bereits in Schriften aus der Antike überliefert. Unter diesem Namen wird der See in der Epitoma Historiarum Philippicarum Trogi Pompeii (vermutlich 3. Jh. n. Chr.) des römischen Geschichtsschreibers Justinus wiederum sehr verzerrt dargestellt. Darin heißt es: „Der See wird wegen der Größe und völligen Bewegungslosigkeit seines Gewässers ‚Totes Meer‘ genannt. Denn weder gerät er durch Stürme in Bewegung, da das Erdpech, durch welches das ganze Wasser zähflüssig gemacht wird, jedem Luftwirbel widersteht, noch ist er mit Schiffen befahrbar, weil alle leblosen Gegenstände darin in der Tiefe versinken.“ Wesentlich näher an der Realität ist der berühmte Arzt Galenus, der den Namen ‚Totes Meer‘ in seinem Werk De Simplicium Medicamentorum Temperamentis daraus ableitet, dass „im Wasser dieses Sees weder tierisches noch pflanzliches Leben irgendwelcher Art entsteht; die beiden Flüsse, die in es münden, besonders derjenige, der nahe an Jericho vorbeifließt, beherbergen zwar große Fische in großer Zahl, von denen aber keiner die Mündung passiert. Wenn man sie fängt und in den See wirft, dauert es nicht lange, bis man sie verenden sieht.“

## Wasserspiegel

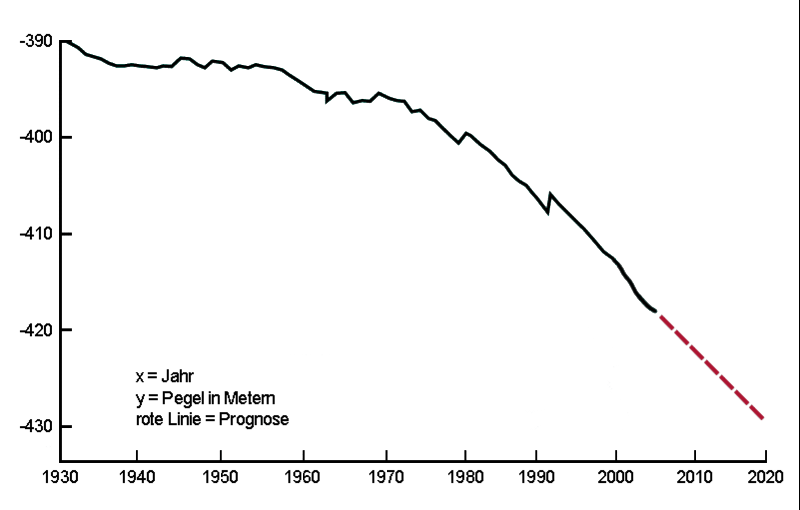
Pegelstand des Toten Meeres von 1930 bis 2020

In den 1930er Jahren strömten jährlich etwa 1300 Mio. m³ Wasser ins Tote Meer, heute sind es noch etwa 310 Mio. m³.
Es wird angenommen, dass der Pegel um 2000 v. Chr. mit −250 m am höchsten stand. Zwischen 1850 und 1970 hielt sich der Pegel gemäß Schätzungen ziemlich konstant bei etwa −390 bis −400 m, seitdem sinkt er durch zunehmende Austrocknung. Im Zeitraum seit 1994 betrug diese Abnahme schon durchschnittlich einen Meter pro Jahr, in den Jahren seit 2005 sogar jedes Jahr mehr als einen Meter (Stand 2018). Mit Stand Januar 2014 lag der Pegel bei 427,79 Meter unter dem Meeresspiegel.
Nach einer Mitteilung der Hebräischen Universität von Jerusalem wurden bei Bohrungen im Jahr 2010 in einer Tiefe von 250 Metern unter dem Seeboden dicke Salzablagerungen unter schlammigen Sedimentschichten entdeckt. Dies sei ein Hinweis darauf, dass das Tote Meer vor rund 125.000 Jahren aufgrund klimatischer Ursachen fast völlig ausgetrocknet war.
Das Tote Meer wird durch die jordanische Halbinsel Lisan – etwa auf Höhe der antiken Festung Masada – in einen kleineren Südteil (Tiefe 4 bis 6 Meter) und in einen größeren Nordteil (Tiefe über 370 Meter) geteilt. Beide Teile liegen auf unterschiedlichen Höhen. Sie sind an ihrer schmalsten Stelle rund 600 m voneinander entfernt und durch mehrere, regulierte wasserführende Kanäle (u.a Ha’Lashon Kanal) sowie durch mehrere – kaum wasserführende – Rinnen miteinander verbunden.

### Nördlicher Teil des Toten Meeres

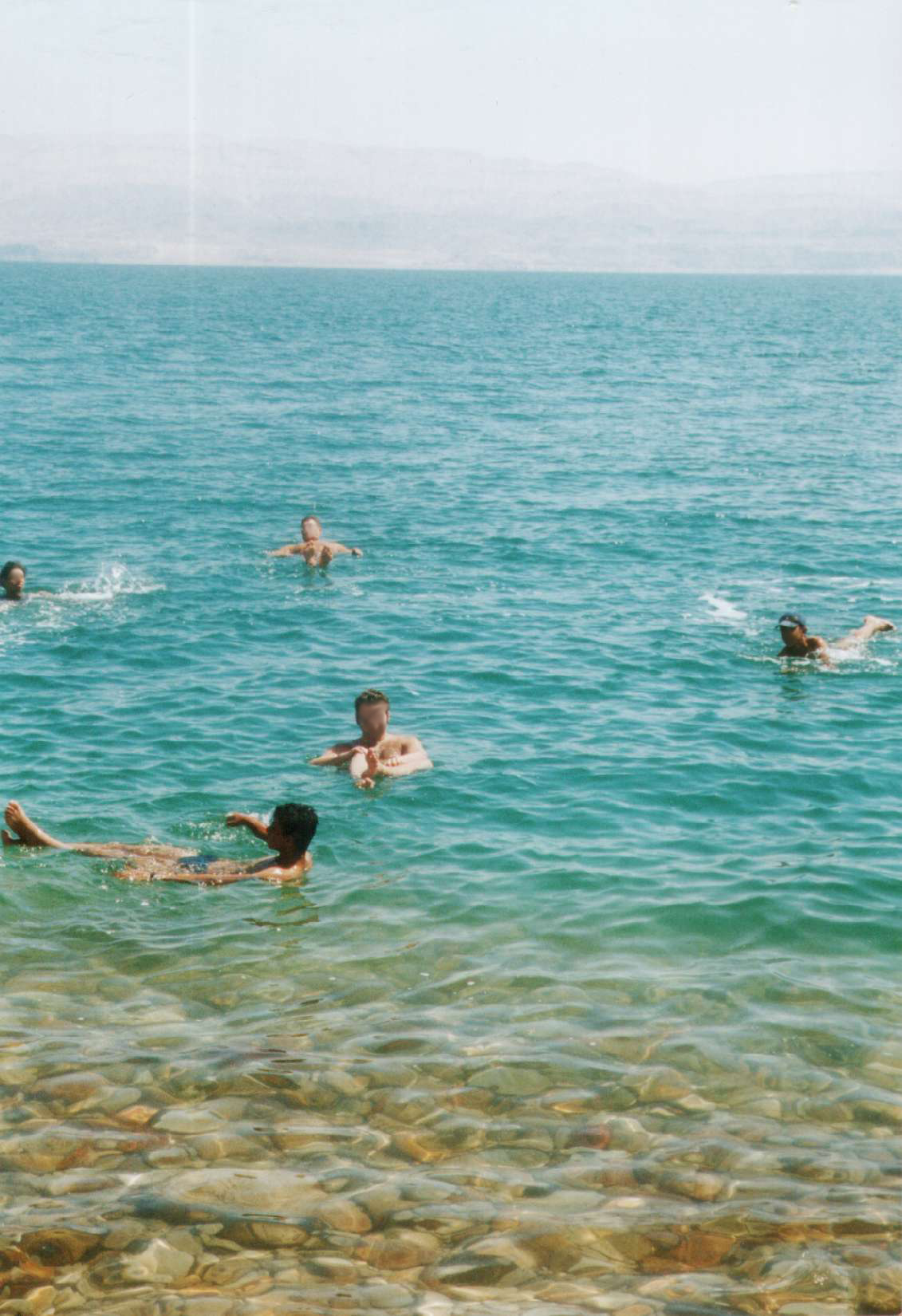
Schwimmen im Toten Meer

Seit geraumer Zeit wird Wasser aus dem Jordan zur Trinkwasserversorgung und zur Bewässerung in der Landwirtschaft entnommen. Spätestens seit den 1980er Jahren sinkt dadurch der Wasserspiegel jährlich um etwa einen Meter, der nördliche Teil des Toten Meeres trocknet schleichend aus. Dies wird sich fortsetzen, solange die Zuflussmenge kleiner ist als die Verdunstung über die Meeresoberfläche. Da die verdunstete Wassermasse proportional zur Seeoberfläche ist, die in den letzten drei Jahrzehnten des 20. Jahrhunderts um rund ein Drittel schrumpfte, verlangsamt sich der Austrocknungsprozess mit der Zeit, bis erneut ein Gleichgewicht hergestellt ist.
Durch das Absinken der Seeoberfläche reißen am Ufer häufig sogenannte Senklöcher auf. Ursächlich sind Solschichten im Boden, die mit dem Absinken des Wasserspiegels unter den Einfluss von nachsickerndem Süßwasser geraten und dadurch gelöst werden. 2017 gab es rund 6000 Senklöcher auf der israelischen Seite, einige Mango- und Dattelplantagen, ein Campingplatz, ein Kiosk und ein Strandrestaurant sowie einige Straßenzüge wurden beeinträchtigt.
Pläne zur „Rettung“ des Toten Meeres sahen vor, eine 300 km lange und fünf Milliarden US-Dollar teure Pipeline, genannt Totes-Meer-Kanal, vom Roten Meer zu bauen. Das zugeführte Meerwasser sollte den Wasserspiegel stabil halten, und gleichzeitig das Gefälle zur Energiegewinnung nutzen. Allerdings hätte die Vermischung des kalziumhaltigen Wassers des Toten Meeres mit dem sulfatreichen Wasser aus dem Roten Meer zu großflächiger Gipsausfällung im Toten Meer geführt. Dem Projekt wurde daher 2021 von jordanischer Seite eine endgültige Absage erteilt.

### Südlicher Teil des Toten Meeres
Demgegenüber steigt der Pegel des südlichen Teils des Toten Meeres seit einigen Jahren kontinuierlich um rund 20 cm pro Jahr an. Ursache hierfür sind große Mengen an Salzablagerungen, die sich als Nebenprodukt einer industriellen Mineraliengewinnung auf dem Grund des südlichen Teils bilden. Das Tote Meer ist das mineralienreichste Gewässer der Erde und eignet sich somit für die industrielle Mineraliengewinnung. Insbesondere die Konzentrationen von Kalium, Brom, Magnesium und Jod sind außergewöhnlich hoch. Die israelischen Dead Sea Works in Sdom bauen die Salze auch bergmännisch ab.
Während der nördliche Teil des Toten Meeres zunehmend austrocknet und sich die Uferlinie dadurch von den ursprünglichen Badeorten und Badestellen zurückzieht, sind die Badeorte und Badestellen im südlichen Teil von einer Überflutung bedroht. Der Umweltwissenschaftler Alon Tal wurde neben anderen Wissenschaftlern von der Israelischen Regierung damit beauftragt, eine Lösung für dieses Problem zu finden. Er befürchtete 2011, ohne Gegenmaßnahmen werde „in fünf bis zehn Jahren das Wasser in den Hotellobbys stehen“.

## Schifffahrt

### Allgemeines

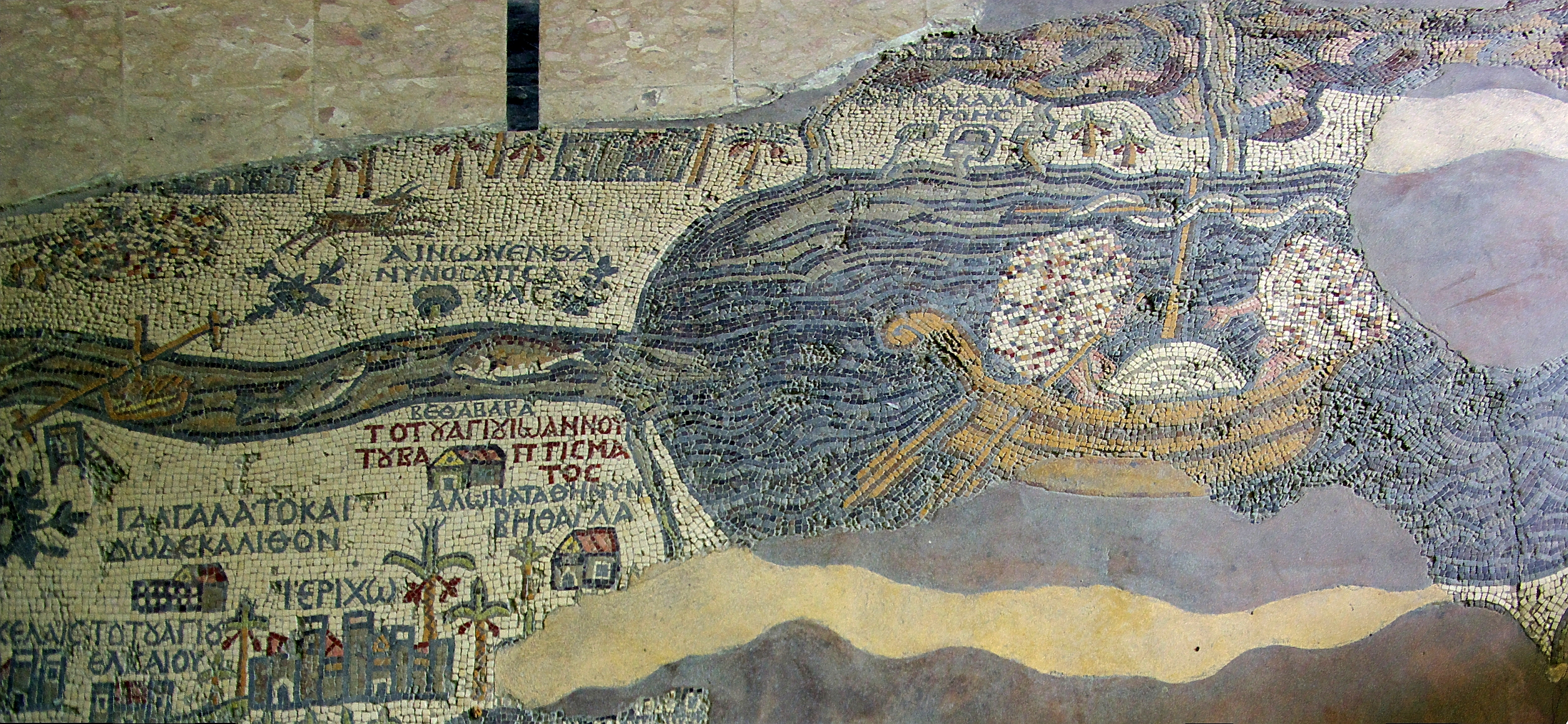
Getreideschiff auf der Mosaikkarte von Madaba, 6. Jahrhundert.

Anders als beim See Genezareth diente die über die Zeiten nicht durchgängig betriebene Schifffahrt aufgrund des hohen Salzgehaltes nie dem Fischfang, sondern nur dem Transport.

### Antike
Pompeius Trogus, Historiker des ersten Jahrhunderts vor Christus, war der Meinung, eine Schifffahrt sei auf dem Toten Meer nicht möglich.

### Mittelalter
Zur Zeit des Byzantinischen Reichs fand Schifffahrt statt und diente einer Darstellung auf der Mosaikkarte von Madaba (Mitte 6. Jahrhundert) zufolge dem Getreidehandel. Aus dem 12. Jahrhundert gibt es Berichte von Seehandel mit Datteln und anderen Lebensmitteln.
Mit dem Ende des Königreichs Jerusalem im Jahre 1291 ging auch die Ära der mittelalterlichen Schifffahrt zu Ende. Von da an herrschte erneut der Glaube vor, eine Schifffahrt sei gar nicht möglich.

### Neuzeit
Der Glaube an die Unbefahrbarkeit des Toten Meeres hielt sich bis ins 19. Jahrhundert. Der Versuch eines Engländers namens Costigan, der dabei 1835 ums Leben kam, schien die Unbefahrbarkeit zu bestätigen. Kurz darauf befuhren 1837 die Engländer Moore und Beck das Tote Meer erfolgreich, und 1848 nutzte William Francis Lynch, ein Lieutenant der US Navy, erstmals ein Schiff mit metallenem Rumpf. 1908 wurde der See erstmals mit einem Motorboot befahren.
Im Ersten Weltkrieg befuhr das 23 Meter lange Versorgungsschiff Adele der deutschen Marine das Tote Meer. Es war in Einzelteilen per Pferdeanhänger von Haifa dorthin geschafft worden und diente dem Transport von Waffen, Munition und Lebensmitteln zwischen dem transjordanischen Karak und Jerusalem. Die Lieferungen gingen vor allem an die verbündeten osmanischen Truppen, die gegen die Briten kämpften. Andere Quellen sprechen davon, dass im Ersten Weltkrieg „über 200 Schiffe“ des deutschen Asien-Korps die Osmanen bei Beʾer Scheva im Kampf gegen die britischen Truppen von General Edmund Allenby unterstützten.
Ende des 20. Jahrhunderts gab es Bemühungen, einen touristischen Schiffsverkehr einzurichten. Dies wurde einerseits durch die schnelle Salzkrustenbildung behindert, vor allem aber dadurch, dass die Touristen in Jordanien nicht ohne Grenzformalitäten an Land gehen konnten. Diese Bemühungen dauerten bis zum Beginn der Zweiten Intifada im September 2000.
Heute (Stand 2013) gibt es mit Marine Services & Underwater Works in En Gedi am israelischen Westufer einen einzigen Schiffsbetreiber am Toten Meer. Das Unternehmen arbeitet seit Mitte der 1970er Jahre, vor allem im Auftrag von Forschungsinstituten. In diesem Rahmen finden auch U-Boot-Tauchgänge bis in 200 m Tiefe statt.

## Filme, Fotografien
- Trockengelegt – Konfliktherd Totes Meer. Dokumentarfilm (75 Min.) von German Gutierrez. Produktion: ARTE 2013. Archiviert bei YouTube
- Das Tote Meer. Dokumentation (45 Min.) von Alex West und Daniel Percival. Produktion: SWR. Erstsendung: 22. Juli 2007.
- Spencer Tunick: Nacktes Meer. Fotografische Aktion mit 1200 Freiwilligen am Ufer, September 2011.[47]